# Josep Maria Aragonès i Rebollar
Josep Maria Aragonès i Rebollar (Barcelona, 1926 - Sant Feliu de Llobregat, 14 de juliol de 2017) va ser un sacerdot, escriptor i activista cultural català, protagonista del Cas Galinsoga. Va estudiar als seminaris de Solsona i de Barcelona. Durant anys va escriure una columna al setmanari Catalunya Cristiana. També va publicar diversos llibres catequètics i pastorals, com també poesia.

## Trajectòria
Va ser el protagonista del Cas Galinsoga. El 1959 va predicar en català en una missa a Sant Ildefons de Barcelona. Entre els assistents hi havia el director de La Vanguardia imposat pel règim franquista, Luis de Galinsoga, que va criticar la llengua emprada al rector, Narcís Saguer, i va dir que "tots els catalans són una merda". La Vanguardia va perdre subscriptors fins que Galinsoga fou substituït. Aragonès va ser enviat el 1960 a Torrelavit, un dels pobles més petits de Catalunya.
Va ser un dels homes de confiança del cardenal Narcís Jubany, vicari episcopal, canonge de la Catedral de Barcelona i secretari de la Fundació Bíblica Catalana. Se li atribueix ser un dels impulsors de la recuperació del diaconat permanent per a homes casats.
Va impulsar diverses iniciatives, moltes de les quals adreçades a infants i joves, per dinamitzar el municipi de Torrelavit i del Penedès. El 2015 li fou concedida la Creu de Sant Jordi "en reconeixement al [sic] seu compromís cívic i a una activitat espiritual exercida com a representant d'un cristianisme obert, acollidor i arrelat a Catalunya".

## Llibres publicats
- Llibre de l'Ave Maria (1955)
- Comentaris a les lectures bíbliques dominicals (1996)
- La Bíblia a l'abast. Comentaris al leccionari de les misses dominicals (2001-2004). En 12 volums